# Erytus pruinosus
Erytus pruinosus är en skalbaggsart som beskrevs av Edmund Reitter 1892. Erytus pruinosus ingår i släktet Erytus och familjen Aphodiidae. Inga underarter finns listade i Catalogue of Life.